# Oso Ighodaro
Pour les articles homonymes, voir Oso.
Osasere Benjamin "Oso" Ighodaro, né le  14 juillet 2002 à Mesa en Arizona, est un joueur américain de basket-ball évoluant au poste de pivot et mesurant 2,07 m.

## Biographie

### Carrière universitaire
Entre 2020 et 2024, il joue pour les Golden Eagles de Marquette à l'université Marquette.

### Carrière professionnelle

#### Suns de Phoenix (depuis 2024)
Le 27 juin 2024, il est sélectionné à la 40e position de la draft 2024 de la NBA par les Trail Blazers de Portland. Le même soir, il est transféré au Thunder d'Oklahoma City en échange des droits sur Quinten Post et une somme d'argent, puis transféré aux Knicks de New York en échange des droits sur Ajay Mitchell, puis transféré aux Suns de Phoenix en échange des droits sur Kevin McCullar Jr. et un second tour de draft 2028.

## Palmarès

### Universitaire
- 2× Second-team All-Big East (2023, 2024)
- Second-team Academic All-American (2024)

## Statistiques

### Universitaires
| Saison    | Équipe    | Matchs | Titul. | Min./m | % Tir | % 3pts | % LF | Rbds/m. | Pass/m. | Int/m. | Ctr/m. | Pts/m. |
| --------- | --------- | ------ | ------ | ------ | ----- | ------ | ---- | ------- | ------- | ------ | ------ | ------ |
| 2020-2021 | Marquette | 5      | 0      | 7,6    | 75,0  | 0,0    | 0,0  | 1,20    | 0,40    | 0,20   | 0,20   | 1,20   |
| 2021-2022 | Marquette | 32     | 0      | 18,3   | 67,6  | 0,0    | 73,8 | 3,31    | 0,91    | 0,59   | 0,91   | 5,53   |
| 2022-2023 | Marquette | 36     | 35     | 31,1   | 66,0  | 0,0    | 54,1 | 5,94    | 3,31    | 0,89   | 1,50   | 11,44  |
| 2023-2024 | Marquette | 36     | 35     | 32,5   | 57,6  | 0,0    | 62,3 | 6,89    | 2,92    | 1,06   | 1,28   | 13,42  |
| Carrière  | Carrière  | 109    | 70     | 26,7   | 62,4  | 0,0    | 61,6 | 5,27    | 2,34    | 0,83   | 1,19   | 9,89   |